# Sonate K. 299
La sonate K. 299 (F.247/L.210) en ré majeur est une œuvre pour clavier du compositeur italien Domenico Scarlatti.

## Présentation
La sonate en ré majeur K. 299 forme une paire avec la sonate précédente. Elle est certainement l'une des plus difficiles parmi toute l'œuvre du compositeur,. « La virtuosité, stupéfiante pour l'époque », avec des sauts rapides aux deux mains, annonce les études de Liszt ou Chopin, notamment celle en la mineur, op. 25, du Polonais.
Johannes Brahms, qui possédait la partition (Vienne, Q 15119, no 2), a ajouté quelques corrections dans les voix intermédiaires,.
Dans le manuscrit de Parme, ces deux sonates forment une suite, avec les deux sonates précédentes en mineur, K. 294 et 295, numérotées VII 24 et 25, puis celles en mineur, VII 26 et 27 (K. 299).

## Manuscrits
Les manuscrits principaux sont le numéro 4 du volume VI (Ms. 9777) de Venise (1753), copié pour Maria Barbara, et Parme VII 27 (Ms. A. G. 31412) ; les autres copies sont Münster III 32 et Vienne G 21 (VII 28011 G) et Q 15119.

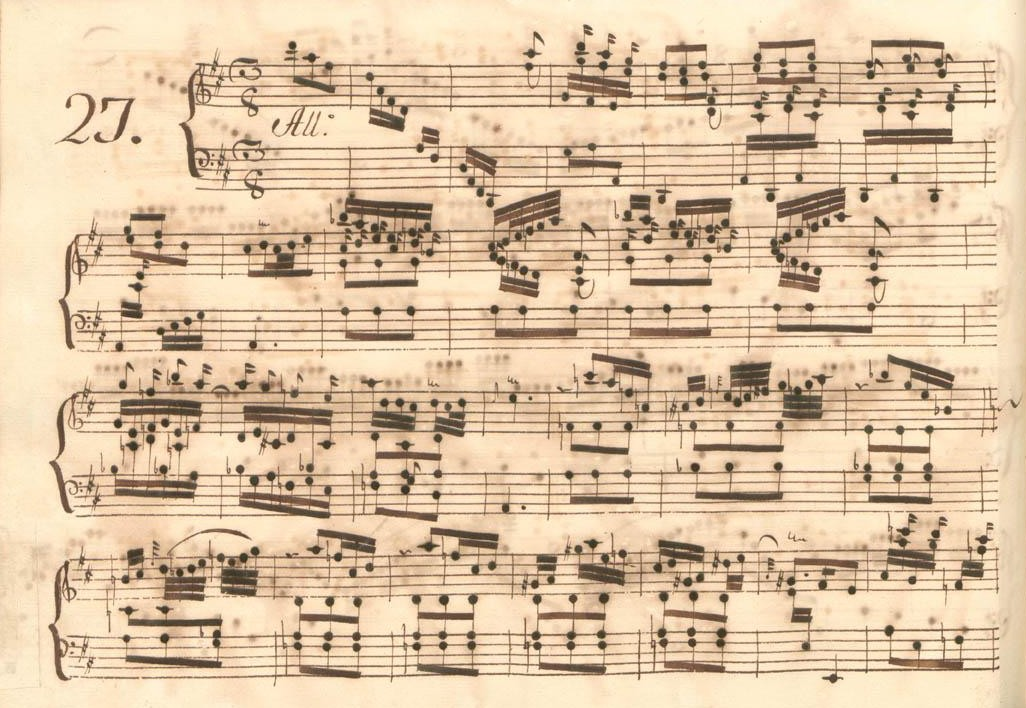
Parme VII 27.
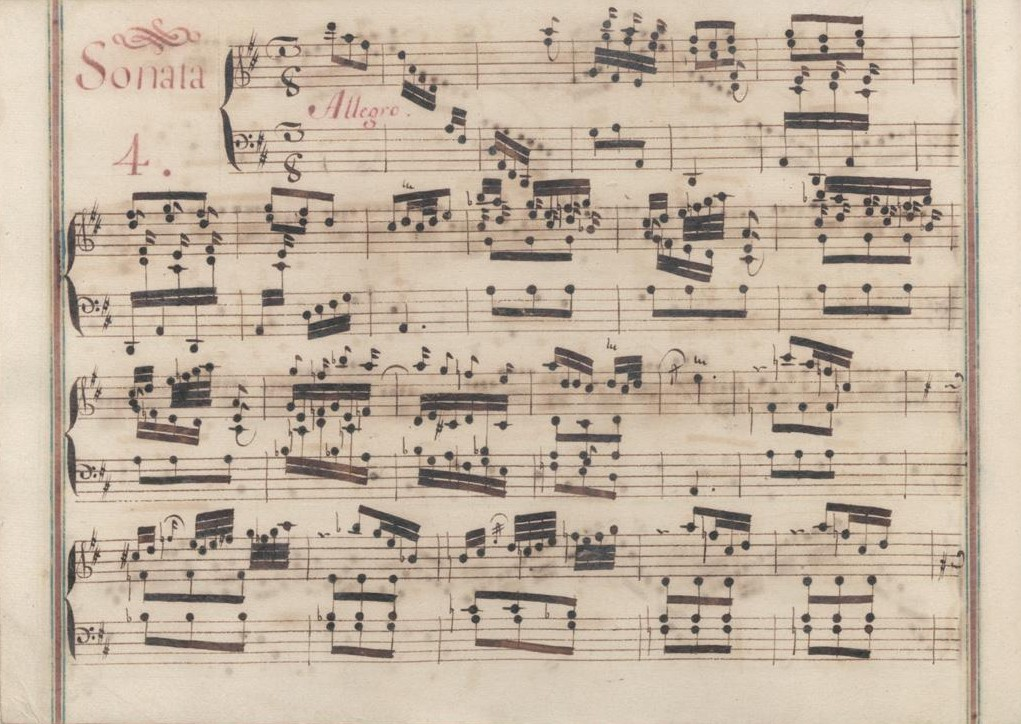
Venise VI 4.

## Interprètes
La sonate K. 299 est relativement peu jouée. Au piano, on trouve Nikolaï Demidenko (1999, Sanctus Recordings) et Alon Goldstein (2018, Naxos, vol. 24) ; au clavecin, elle est enregistrée par Scott Ross (1985), Glen Wilson (1990, Teldec), Eiji Hashimoto (1996, Klavier) et Pierre Hantaï (Mirare, 2002).

## Sources
: document utilisé comme source pour la rédaction de cet article.
- Ralph Kirkpatrick (trad. de l'anglais par Dennis Collins), Domenico Scarlatti, Paris, Lattès, coll. « Musique et Musiciens », 1982 (1re éd. 1953 (en)), 493 p. (OCLC 954954205, BNF 34689181), p. 218.
- Alain de Chambure, « Domenico Scarlatti : Intégrale des sonates — Scott Ross », p. 183, Erato (2564-62092-2), 1985 (OCLC 891183737) .
- (en) Malcolm Boyd, Domenico Scarlatti : master of music, New York, Macmillan, 1987, xi-302 (OCLC 470280952, BNF 42875007, lire en ligne)
- Guy Sacre, La musique pour piano : dictionnaire des compositeurs et des œuvres, vol. II (J-Z), Paris, Robert Laffont, coll. « Bouquins », 1998, 2428 p. (ISBN 978-2-221-08566-0).
- Roland de Candé, Les chefs-d'œuvre classiques de la musique, Paris, Seuil, 2000, 802 p. (OCLC 46473027, BNF 37105991), p. 612–613.
- (es) Celestino Yáñez Navarro (thèse), Nuevas aportaciones para el estudio de las sonatas de Domenico Scarlatti. Los manuscritos del Archivo de Música de las Catedrales de Zaragoza, Université autonome de Barcelone, 2016 (lire en ligne)
- (en) Carlo Grante, « Domenico Scarlatti, intégrale des sonates pour clavier (vol. 3) », Music & Arts (CD-1292), 2013 (OCLC 907929504) .